# Шкленник, Ян Иванович
Ян Иванович Шкленник (1910 год — 1984 год) — советский учёный-металлург, доцент МИСиС, один из основателей отечественной школы литья по выплавляемым моделям.

## Биография
Ян Иванович Шкленник родился в Минской губернии 12 ноября 1910 г. После окончания школы работал на Новочеркасском ремонтно-механическом заводе и Армавирском поташном заводе. В 1931 г. Я.И. Шкленник поступает в Московский нефтяной институт, а в 1933 г. переводится в Московский вечерний машиностроительный институт. По окончании института Я.И. Шкленник до 1943 г. работает начальником литейного цеха на заводе «Спартак» в г. Дзержинский (Московская обл.), затем на одном из оборонных заводов и на заводе «Моссельмаш».
В 1953 г. Я.И. Шкленник переходит на работу в Московский институт цветных металлов и золота, где защищает кандидатскую диссертацию (1954 г.), с 1962 года работает в МИСиС, где, проработав до 1978 г., Я.И. Шкленник становится одним из основателей отечественной школы литья по выплавляемым моделям (ЛВМ).

## Научная деятельность
Научные интересы Я.И. Шкленника были сосредоточены в области ЛВМ и литья в керамические формы по постоянным моделям. Он внес большой вклад в разработку теории и технологии процессов и освоение новых технических решений, в том числе в области формирования керамических оболочковых и объемных форм, связующих материалов для них, освоения плавленого кварца как наполнителя керамических форм.
Я.И. Шкленник установил особенности питания отливок, изготовляемых литьем в керамические формы, предложил методику расчета прибыли при литье в кокиль и ЛВМ, первым показал, что условия ЛВМ идеально подходят для реализации фильтрационного рафинирования жидких металлов, разработал методы расчета фильтра и режима фильтрования, технологию получения литых магнитов в оболочковых формах с рафинированием расплава через зернистые фильтры.
Вершиной научной деятельности Я.И. Шкленника является создание при его активном участии как автора и редактора (совместно с В.А. Озеровым) монографии "Литье по выплавляемым моделям", выдержавшей четыре издания (1962, 1971, 1984, 1994 гг.).

## Преподавательская деятельность
Под руководством Я.И. Шкленника защитили кандидатские диссертации многие специалисты, ставшие впоследствии известными учеными, организаторами науки и производства. Работая в течение 25 лет на кафедре «Технологии литейных процессов», Я.И. Шкленник внес большой вклад в подготовку тысячи высококачественных инженеров-литейщиков. Им был создал учебный курс и лабораторный практикум «Специальные способы литья», развитие которого привело к появлению новой специализации инженеров-литейщиков – «Художественное и прецизионное литье».
Я.И. Шкленник – автор и соавтор многочисленных научных публикаций, изобретений, монографий, учебников и учебных пособий, многие из которых стали настольными книгами студентов, инженеров и научных работников. 
Возглавляя комитет точного литья НТО Машпром в течение 30 лет, Ян Иванович внес большой вклад в развитие и освоение прогрессивных техпроцессов в промышленности. Он активно участвовал в работе редколлегий издательства "Машиностроение" и журнала «Литейное производство», в состав которых входил, являлся членом научно-технических советов ВИАМа, НИАТа и НИИТавтопрома.

## Признание
Награжден Орденом Красной Звезды (1944 г.), медалями «За оборону Москвы» (1945 г.), «За победу над Германией» (1945 г.) и "За трудовое отличие" (1952 г.).